# بطارية مدفعية

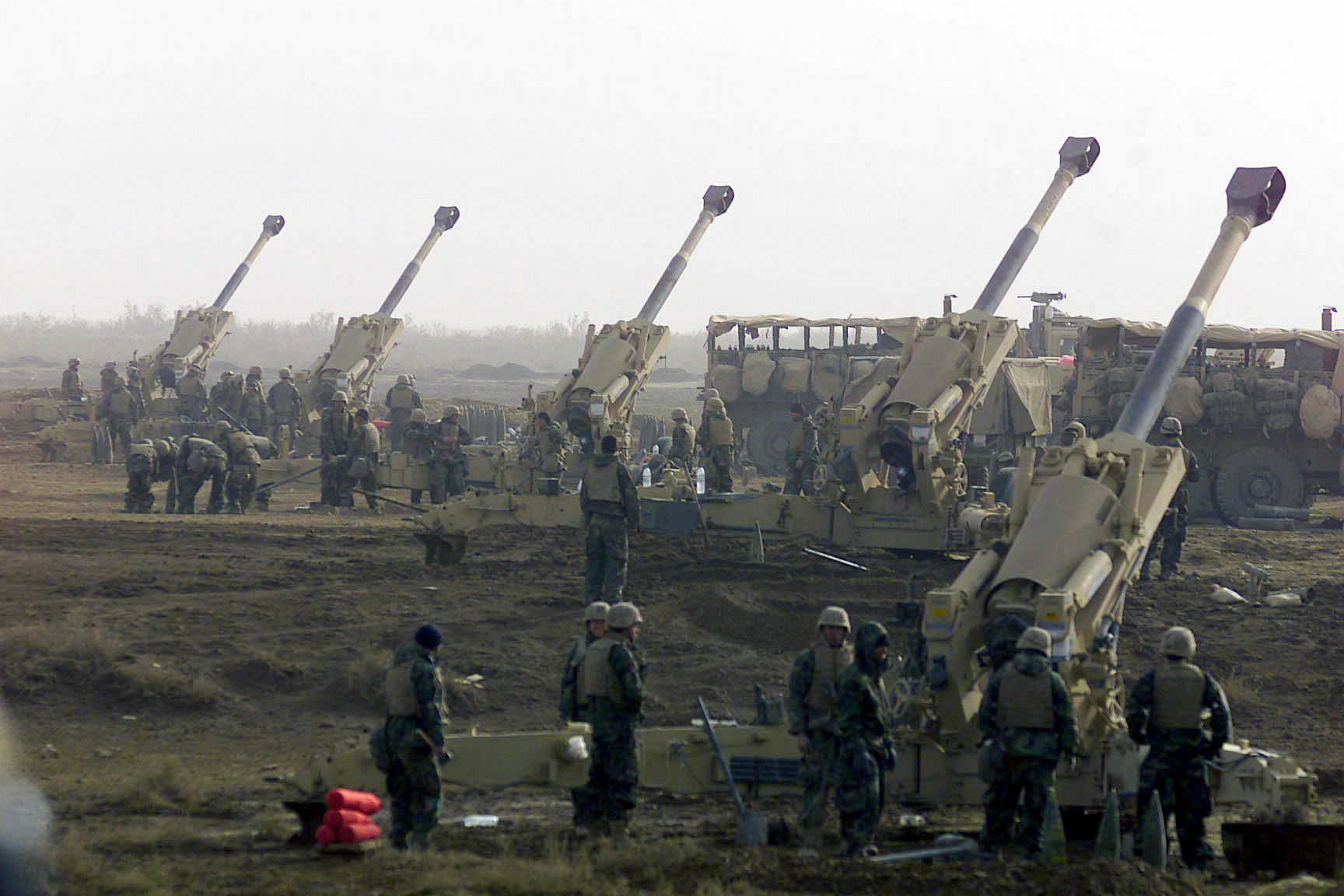
بطارية مدفعية للجيش
الأمريكي في العراق

بطارية مدفعية أو بطارية صواريخ في التنظيم العسكري الحديث تعني وحدة عسكرية ما يعادل الكتيبة في المدفعية أو الدفاع الجوي أو قوات الصواريخ الإستراتيجية .

## التكوين الحديث
تتكون البطارية في الجيوش الحديثة من:
- مركز قيادة نيران (آلي أو يدوي أو الإثنين معاً).
- عدد من المدافع أو قواذف الصواريخ (يختلف العدد حسب تصميم السلاح أو النظام الصاروخي المستخدم لكنه يتراوح عادة ما بين 4-10 قطع).
- رادار أو عدة رادارات لكشف وتحديد الأهداف وتوجيه الصواريخ في الأنظمة الصاروخية (قد لا يوجد في المدفعية).

قد يجتمع الرادار والقواذف في معدة واحدة كبعض أنظمة الصواريخ. كما قد يجتمع المدافع وقواذف الصواريخ في بطارية واحدة أو في معدة واحدة أحياناً. 

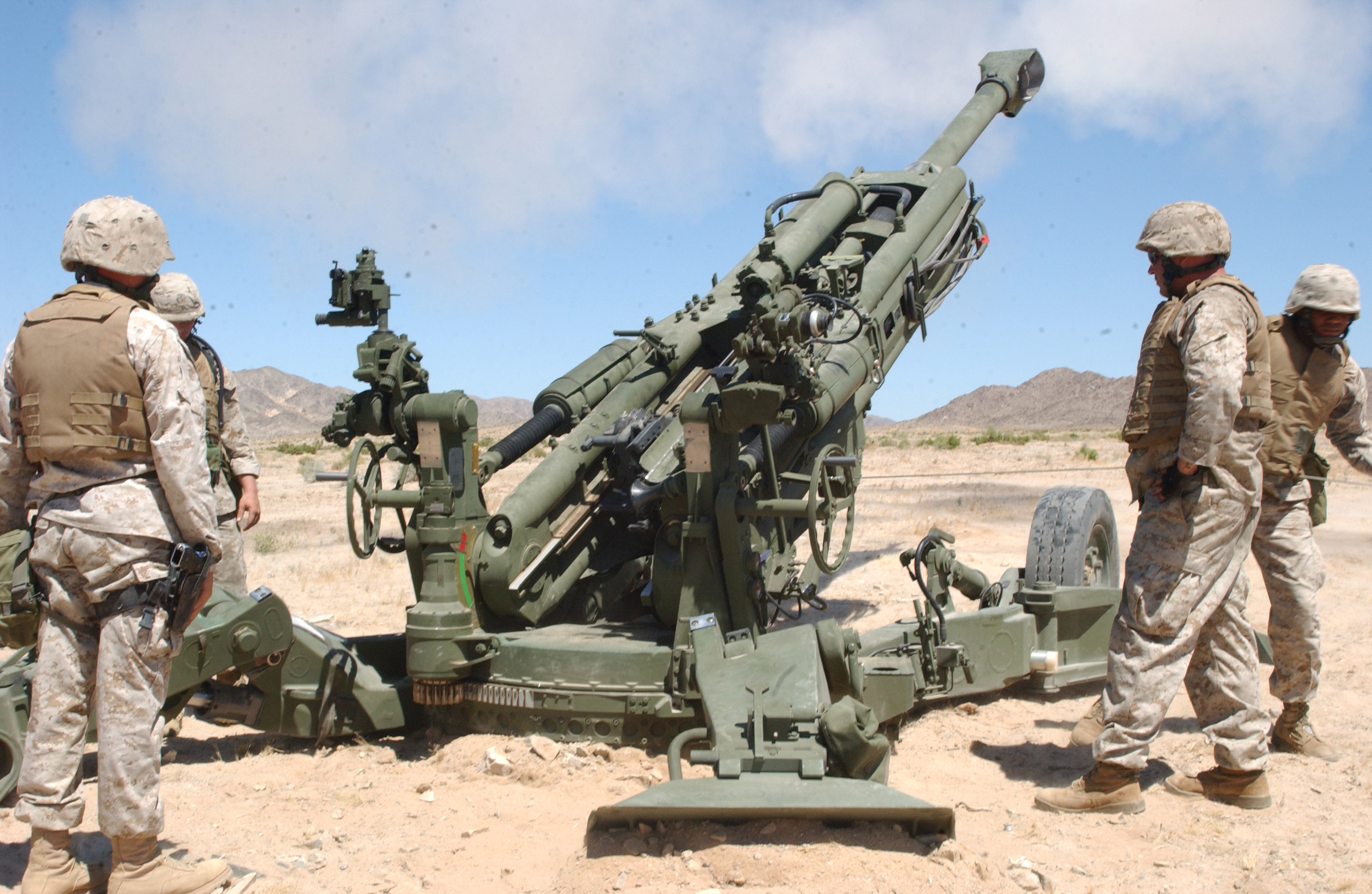
An M777 howitzer, seen from the rear.
Original caption: "Artillerymen with Gun 3, Guns Platoon, Battery K, 3rd Battalion, 11th Marine Regiment, 1st Marine Division, based out of Marine Corps Base, Twentynine Palms, Calif., fire-off a round with the

## المدفعية
في الجيش الأمريكي بطارية المدفعية أقل من الكتيبة وتتكون من 6 إلى 8 مدافع هاوتزر وقد تضم بطارية المدفعية صواريخ أو هاونات أو مدافع مضادة للطائرات. وتنقسم بطاريات المدفعية بحسب عيار المدفع إلى:
- بطارية ميدان .
- بطارية متوسطة .
- بطارية ثقيلة.
- بطاريات بحسب النوع كبطاريات الصواريخ والمدافع المضادة للطائرات.